# تست الایزا
تست الیزا یا الایزا (به انگلیسی: ELISA test) و از سرنام (Enzyme-linked immuno_sorbent assay) روشی عمومی در بیوشیمی غربالگری است. تست الیزا در اصل برای کنترل کیفیت در گیاه‌پزشکی به وجود آمد و ابتدا در دامپزشکی به منظور تشخیص بیماری‌های عفونی استفاده شد سپس به عنوان روش تشخیص آزمایشگاهی در برخی بیماری‌های انسان بکار گرفته شد.
تست الیزا یک آزمایش استاندارد برای کشف ویروس و اندازه‌گیری میزان ترشح هورمون‌ها‌ در خون است و استانداردی جهانی برای استفاده در بیمارستان‌ها، بانک خون و سازمان‌های انتقال خون به ویژه در تشخیص ایدز می‌باشد. در الیزا خود ویروس جستجو نمی‌شود بلکه اندازه پادتن (آنتی‌بادی) که در بدن شخص آلوده به یک ویروس (مانند اچ‌آی‌وی) تولید شده، اندازه گرفته می‌شود.
تست الیزا یک آزمایش ارزان و نسبتاً دقیق است و در آن یک نمونه خونی گرفته شده و در دور بالا سانتریفوژ می‌شود. پس از جداسازی سرم خون از ذرات، یک ماده معرف (بسته به ویروس مورد ردیابی) به سرم خون اضافه می‌شود که محلول را رنگی می‌کند و وجود پادتن‌های ضد ویروس مورد نظر را مشخص می‌سازد.
غالباً برای جلوگیری از نتایج مثبت کاذب در الیزا، پس از مثبت شدن الیزا از تست وسترن بلات برای تأیید استفاده می‌شود.
تست الایزا را در حالت معمول برای ردیابی آنتی‌ژن یا آنتی‌بادی بکار می‌برند بدین ترتیب که یکی از این دو ماده در بستر جامد ثابت می‌شود و برای ردیابی دومی بکار گرفته می شود، اما اساساً برای ردیابی هر جفت ماده‌ای که مثل جفت آنتی‌ژن و آنتی‌بادی به هم گرایش داشته و قدرت اتصال مناسبی نسبت به هم دارند می‌تواند بکار گرفته شود (مثلاً لکتین به لیگاند مربوطه‌اش یا مولکول به گیرنده اختصاصی‌اش) البته این پدیده یعنی اتصال بین دو ماده‌ای که آنتی بادی و آنتی ژن نیستند اما گرایش به هم دارند اغلب اوقات مشکل آفرین است و برای بالا بردن حساسیت و اختصاصیت اتصال بین آنتی‌بادی و آنتی‌ژن در الایزا باید این اتصالات ناخواسته را به طریقی مهار کرده و یا کارهای جبرانی لازم را در نظر گرفت.
اجزای الایزا
میکروپلیت‌های الایزا (Microplates) - استانداردها (Standards) - کنترل‌ها (Controls) - کونژوگه (Conjugate) - سوبسترا کروموژن (Chromogen Substrate) - محلول شستشو (Wash solution) - محلول متوقف‌کننده (Stop solution)

## لینک مرتبط
تست وسترن بلات